# Justified
A Justified (magyarul: Indokolt) az amerikai színész, R&B és popénekes, ruhatervező, dalszerző Justin Timberlake első szólólemeze.
Justin azután adta ki ezt az albumot, miután az ’N Sync felbomlott. Az albumon többek között hallhatjuk még Timbalandet, Janet Jacksont, Bubba Sparxxx-ot és Clipse-t. Az utolsó dalt, Never Again (Soha többé) Brian McKnight producer is hangszerelte. A Justified két Grammy-vel lett kitüntetve 2004-ben.
Az album első kislemeze a Like I Love You lett, és miután Timberlake az MTV díjátadóján fellépett vele, senki sem kérdőjelezte meg, hogy érdemes volt-e feladnia csapatát. A dal producere a hiphop duó, a The Neptunes. A hozzá készült videóban Justin nagy tiszteletét mutatja a popikon, Michael Jackson iránt.
Az album szerepel az 1001 lemez, amit hallanod kell, mielőtt meghalsz című könyvben.

## Sikerei a listákon, fogadtatás
Az album 2. helyen nyitott az amerikai Billboard 200-on, és az első héten kb. 450.000 darab talált gazdára, így érdemelte ki a 3x-os Platinát. 
Az angoloknál is kedvező fogadtatásra talált, 6.-ként nyitott a UK Top 75 listán, és egy hét alatt több mint 38 ezer fogyott az albumból. 11 héttel később az album felküzdötte magát az élre és 7 hétig meg is tartotta e pozícióját. Így itt is kiérdemelte a 6x-os Platinát.
Az első kimásolt dalt követte a többi kislemez, felülmúlva egymás sikerét:
- Cry Me A River , egy szomorú ballada, amit Justin Britney Spears-szel való szakításának emlékére írt.
- Rock Your Body, egy dance stílusú pörgős szám.
- Señorita, egy táncos szerelmi dal, latin hangzással.

## I'm Lovin' It
A dallam Justin keze munkája. Ötödik kislemezként került kiadásra, de az eredeti korongra nem került fel, hanem a DVD kiadáson található meg ez a dal. Később a dal a McDonald’s gyorsétterem kampány szlogene és dala lett.

## Az album dalai
|     | Cím                                                                  | Szerző(k)                                                           | Producer(ek)                          | Hossz |
| --- | -------------------------------------------------------------------- | ------------------------------------------------------------------- | ------------------------------------- | ----- |
| 1.  | Señorita (közreműködik Pharrell Williams)                            | Chad Hugo, Justin Timberlake, Pharrell Williams                     | The Neptunes                          | 4:54  |
| 2.  | Like I Love You (közreműködik a Clipse)                              | Hugo, Timberlake, Williams, G. Thornton, T. Thornton                | The Neptunes                          | 4:43  |
| 3.  | (Oh No) What You Got (közreműködik Timbaland)                        | T. Mosley, Timberlake                                               | Timbaland                             | 4:31  |
| 4.  | Take It from Here                                                    | Hugo, Timberlake, Williams                                          | The Neptunes                          | 6:14  |
| 5.  | Cry Me a River (közreműködik Timbaland)                              | T. Mosley, Scott Storch, Timberlake                                 | Timbaland                             | 4:48  |
| 6.  | Rock Your Body (közreműködik Vanessa Marquez)                        | Hugo, Timberlake, Norreen, Williams                                 | The Neptunes                          | 4:27  |
| 7.  | Nothin' Else                                                         | Hugo, Timberlake, Williams                                          | The Neptunes                          | 4:58  |
| 8.  | Last Night                                                           | Hugo, Timberlake, Williams                                          | The Neptunes                          | 4:47  |
| 9.  | Still on My Brain                                                    | H. Mason Jr., D. Thomas, Timberlake                                 | The Underdogs                         | 4:35  |
| 10. | (And She Said) Take Me Now (közreműködik Janet Jackson és Timbaland) | Mosley, Storch, Timberlake                                          | Timbaland, társ-producer Scott Storch | 5:31  |
| 11. | Right for Me (közreműködik Bubba Sparxxx és Timbaland)               | T. Mosley, Timberlake                                               | Timbaland                             | 4:29  |
| 12. | Let's Take a Ride                                                    | Hugo, Timberlake, Williams                                          | The Neptunes                          | 4:44  |
| 13. | Never Again                                                          | Brian McKnight, Timberlake                                          | Brian McKnight                        | 4:34  |
| 14. | Worthy Of (rejtett szám)                                             | Timberlake, Ivan Barias, Carvin Haggins, Valvin Roane, Frank Romano | Carvin & Ivan                         | 4:09  |

## Listapozíciók és minősítések
| Lista (2002)                    | Minősítés  | Eladások (db) |
| ------------------------------- | ---------- | ------------- |
| Billboard 200 (U.S.)            | 3x platina | 3.500.000     |
| Billboard Top R&B Albums (U.S.) | 3x platina | 3.500.000     |
| UK Albums Chart                 | 6x platina | 1.800.000     |
| Európa (átlagban)               | 2x platina | 2.000.000     |
| Ausztrál albumlista             | 2x platina | 140.000       |
| Osztrák albumlista              | arany      | 30.000        |
| Német albumlista                | platina    | 200.000       |
| Svéd albumlista                 | arany      | 30.000        |
| Benelux Államok                 | 2x platina | 140.000       |
| Új-zélandi albumlista           | platina    | 15.000        |

## Közreműködők
| - Marsha Ambrosius – háttérvokál - Damen Bennett – fuvola - David Betancourt – hangmérnökasszisztens - Bubba Sparxxx – rap - Clipse – rap - Andrew Coleman – hangmérnök - Vidal Davis – ütőhangszerek - Eddie DeLena – hangmérnök - Jimmy Douglass – keverés - Nathan East – basszusgitár - Omar Edwards – billentyűk - Serban Ghenea – keverés - Larry Gold – karmester, vonósok hangszerelése és vezénylése - Dabling Harward – hangmérnök - Chad Hugo – producer, hangszerelés - Janet Jackson – ének - Paul James – stylist - Bernard Kenny – gitár - Steve Klein – fényképek - David Lipman – kreatív igazgató - Vanessa Marquez – ének - Carlos "Storm" Martinez – hangmérnökasszisztens - Harvey Mason, Jr. – producer - Harvey Mason, Sr. – producer - George "Spanky" McCurdy – dob - Brian McKnight – producer, vokális hangszerelés, hangszerelés | - Bill Meyers – karmester, vonósok hangszerelése - Steve Penny – hangmérnök - Dave Pensado – keverés - Bill Pettaway – gitár - Arianne Phillips – stylist - Herb Powers – mastering - Jimmy Randolph – digitális szerkesztés - Tim Roberts – hangmérnökasszisztens - Senator Jimmy D – hangmérnök - Mary Ann Souza – hangmérnökasszisztens - Steamy – hangmérnökasszisztens - Scott Storch – clavinet, producer, koordinátor - Damon Thomas – producer - Timothy Moseley – ének, háttérvokál, producer, keverés - Justin Timberlake – háttérvokál, vokális hangszerelés - Thaddeus T. Tribbett – basszusgitár - Tye Tribbett & G.A. – háttérvokál - Charles Veal – vonósok - Tommy Vicari – hangmérnök - Marla Weinhoff – design - Pharrell Williams – ének, producer, vokális hangszerelés, hangszerelés - Ethan Willoughby – hangmérnökasszisztens - Chris Wood – hangmérnök - Benjamin Wright – karmester, vonósok hangszerelése |